# Carolina (песня Parmalee)
«Carolina» — песня американской кантри-группы Parmalee. Впервые она появилась на мини-альбоме EP Complicated (2008), затем была ремикширована и повторно выпущена 4 февраля 2013 года на лейбле Stoney Creek Records, а также вышла в качестве второго сингла их дебютного студийного альбома Feels Like Carolina (2013).
Сингл достиг первого места в Billboard Country Airplay и второго места в кантри-чарте Hot Country Songs, став для Parmalee их первым чарттоппером в карьере. Он также получил платиновый статус RIAA в США.

## Композиция
Это песня в среднем темпе о возлюбленной рассказчика, которая «похожа на Каролину» и напоминает ему о доме, даже когда он находится вдали от неё. Песня написана в тональности си-бемоль мажор с вокальным диапазоном F3-G4 и основным аккордом E♭-B♭-F/A.

## Отзывы
Билли Дьюкс из Taste of Country поставил песне три балла из пяти, заявив, что «они звучат так, как будто сдерживаются, что сдерживает песню». Дьюкс написал, что «припев так же хорош, как и всё, что вы услышите в 2013 году», но добавил, что «продакшн кажется слишком мягким для группы бывших рокеров». Чак Дофин из Roughstock дал песне положительную оценку, написав, что «гармонии просто невероятные».

## Музыкальное видео
В апреле 2013 года вышел видеоклип с живой музыкой, который был снят Рейдом Лонгом. Премьера официального видеоклипа на песню, снятого Rhetorik, состоялась в июле 2013 года.

## Коммерческий успех
«Carolina» дебютировала на 58-м месте в радиоэфирном хит-параде кантри-музыки Billboard Country Airplay в неделю с 16 февраля 2013 года. Она также дебютировала на 50-м месте в общем кантри-чарте Billboard Hot Country Songs в неделю с 6 апреля 2013 года и на 93-м месте в основном американском хит-параде Billboard Hot 100 в неделю с 5 октября 2013 года. В итоге 21 декабря 2013 года песня «Carolina» возглавила Country Airplay, став первым чарттоппером группы Parmalee. И она оставалась их единственным лидером чарта около 7 лет, пока не появился второй чарттоппер «Just the Way» в марте 2021 года. К январю 2014 года тираж сингла составил 685,000 копий в США

## Чарты и сертификации
| Чарт (2013—2014)                    | Высшая позиция |
| ----------------------------------- | -------------- |
| Канада (Billboard Canadian Hot 100) | 53             |
| Канада (Billboard Country)          | 12             |
| США (Billboard Hot 100)             | 36             |
| США (Billboard Country Airplay)     | 1              |
| США (Billboard Hot Country Songs)   | 2              |

| Чарт (2013)                       | Позиция |
| --------------------------------- | ------- |
| США Country Airplay (Billboard)   | 47      |
| США Hot Country Songs (Billboard) | 54      |

| Чарт (2014)                       | Позиция |
| --------------------------------- | ------- |
| США Country Airplay (Billboard)   | 68      |
| США Hot Country Songs (Billboard) | 70      |

| Регион     | Сертификация | Продажи |
| ---------- | ------------ | ------- |
| США (RIAA) | Платиновый   | 685,000 |